# Sông Krynka
Krynka (tiếng Ukraina: Кринка, tiếng Nga: Крынка) là một sông tại Ukraina và Nga, dài 180 km. Đây là một phụ lưu hữu ngạn của sông Mius, thuộc lưu vực biển Azov.

## Vị trí
Sông Krynka bắt nguồn từ các nhánh sông tại vùng cao nguyên Donetsk trong tỉnh Luhansk. Sông được xem là hình thành khi hai sông Sadka (16 km) và Bulavinka (39 km) hợp lưu ở ngoại ô phía tây nam của thành phố Yenakiieve (tỉnh Donetsk, Ukraina) trong làng Shaposhnykovne. Trong lãnh thổ của Ukraina, sông chảy qua các huyện cũ Shakhtarsk và Amvrosiivka của tỉnh Donetsk. Tại Nga, sông chảy qua các huyện Matveevo-Kurgansky và Neklinovsky của tỉnh Rostov. Sông Krynka đổ vào sông Mius tại điểm cách cửa sông này 84 km.

## Thủy văn

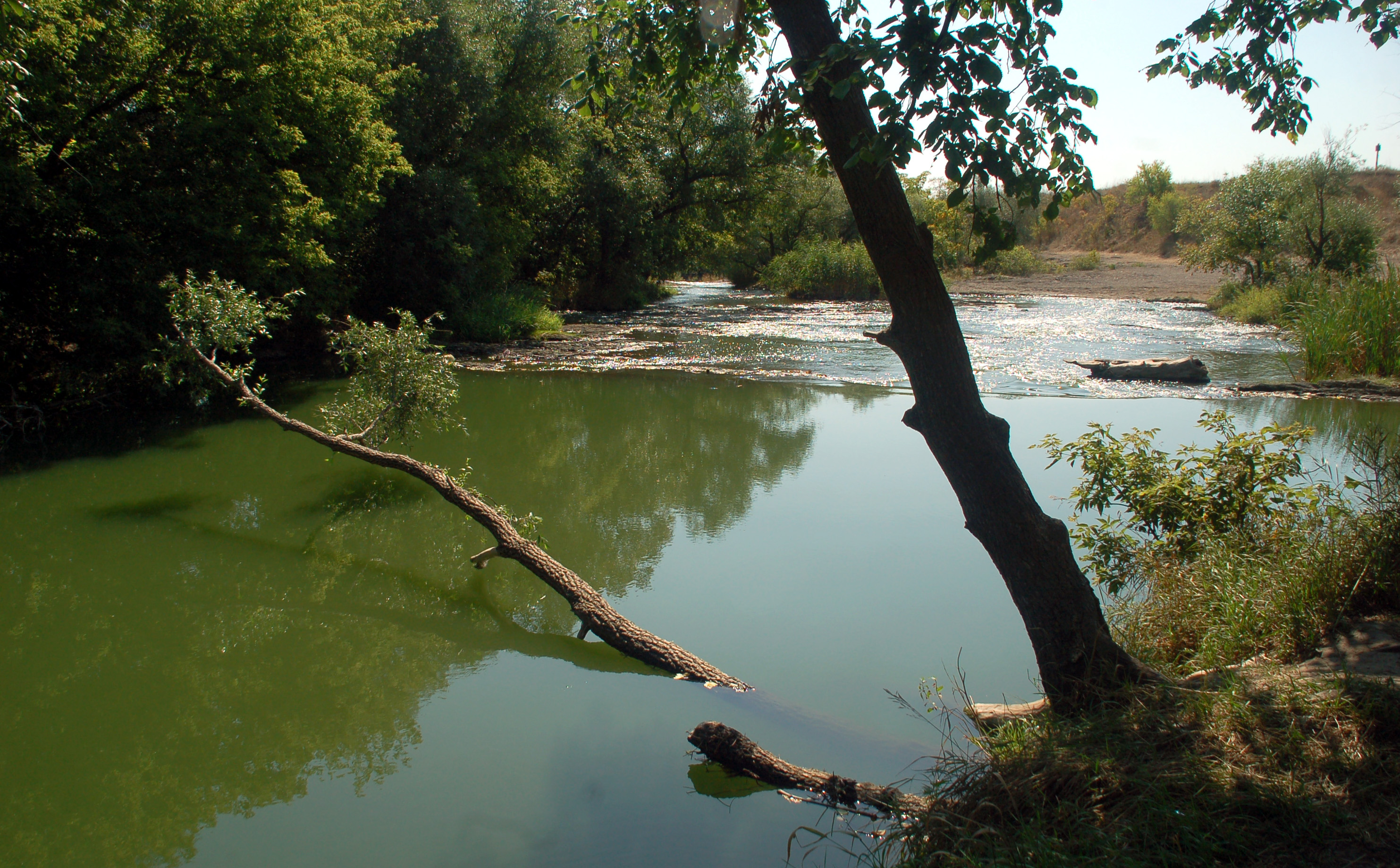
Sông Krynka chảy qua công viên cảnh quan Dãy núi Donetsk

Chiều dài của sông là 180 km (trong đó 160 km thuộc lãnh thổ Ukraina). Diện tích của lưu vực là 2.634 km². Thung lũng sông hẹp, sâu (đến 60 m), độ dốc lớn. Dòng chảy có tốc độ nhanh. Độ dốc của sông là 0,67 m/km. Sông uốn lượn, rộng 20 m, sâu 3–4 m, ở các ghềnh thì sâu 0,1-0,5 m. Mực nước lên xuống phụ thuộc vào mùa và phương thức hoạt động của nhà máy nhiệt điện Zuivska (nước làm mát).
Đáy sông nhiều bùn, ở chỗ cạn có nhiều đá. Ở hạ lưu, sông chảy trong đất phù sa mềm. Nước sông đục, có khi đen đặc. Sông bị đóng băng từ cuối tháng 12 đến giữa tháng 2. Nguồn nước sông đến từ tuyết và mưa, cũng như nhiều dòng chảy ngầm.

## Sử dụng
Dòng chảy được điều tiết bởi nhiều ao hồ, như đập của hồ chứa Khanzhonkiv và Zuiv, ở gần trang trại Pokrovka, mỏ Beshevska, làng Blahodatne, Velike Mishkove hay Biloiarivka. Có 5 hồ chứa trên sông (bao gồm Khanzhonkiv, Zuiv và gần làng Blahodatne), và 2 trạm thủy văn đặt ở các làng Novoselivka (1924) và Blahodatne (1956).
Nước sông được sử dụng cho các nhu cầu nông nghiệp, sinh hoạt và công nghiệp. Nhiều vùng đất nông nghiệp nằm dọc theo sông. Câu cá là hoạt động phổ biến.

## Sinh thái

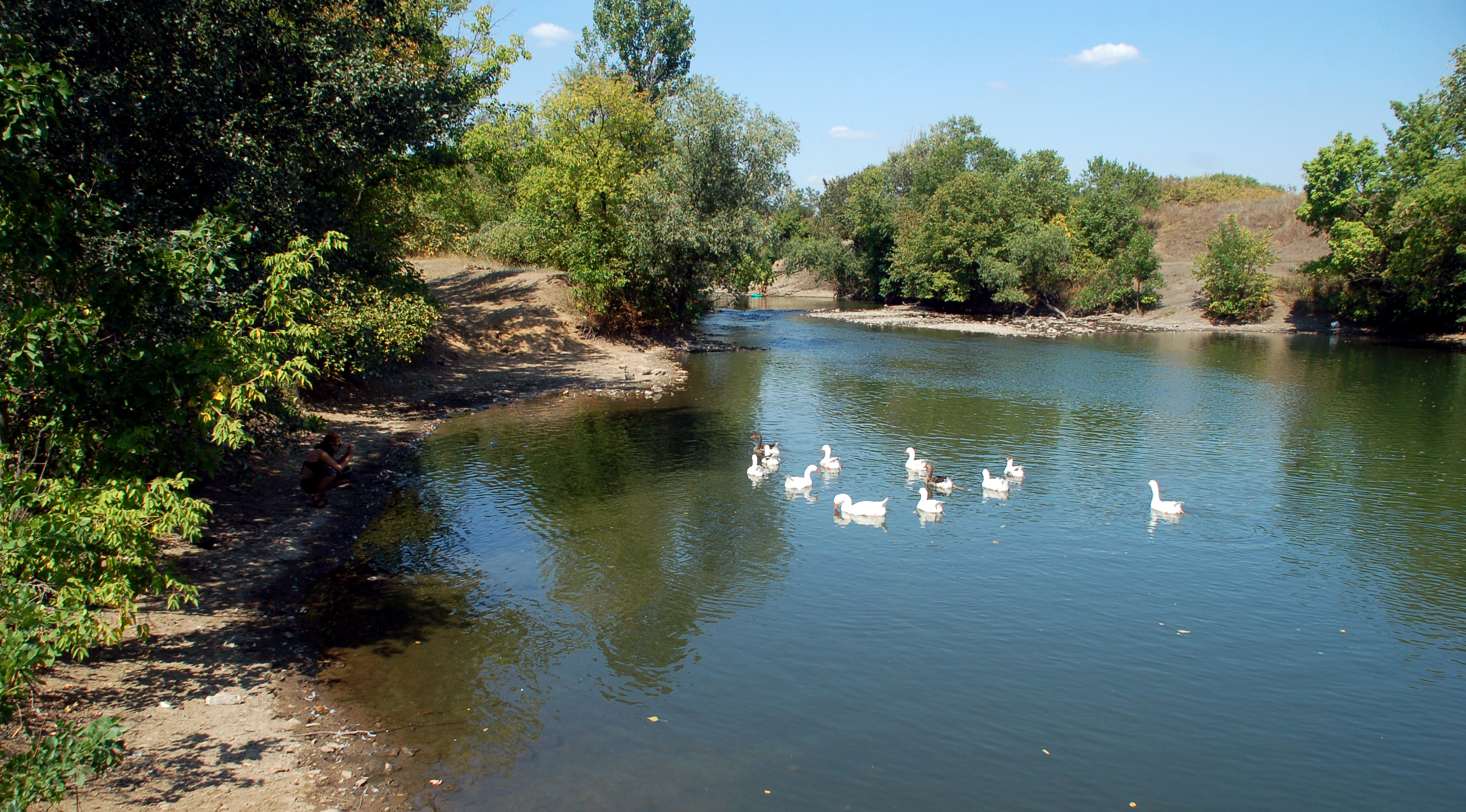
Chim trên sông Krynka

Trong sông có các loài cá như Rutilus, cá giếc, cá chép, Sander lucioperca, cá vền, cá chó, Perca, cùng với rùa, rắn Natrix, rắn Vipera. Cá nheo, cá chình thường sống ở tầng đáy. Các loài động vật trên cạn có thỏ rừng, cáo, nhiều loài chim: vịt cổ xanh, diệc xám, một số loại chim cuốc, gà so, trĩ. Trong các loài săn mồi có cú đại bàng và ưng đầm lầy, tại hạ du có mòng biển.
Bên bờ sông có một dải xanh gần như liên tục, với các cây dương, cây liễu, cây du và các loài cây khác. Bên bờ Velyka Shyshivka là khu rừng Znamenskyi (tần bì, Sồi, phong). Nơi hợp lưu của Krynka và Mius thuộc rừng Oleksiivskyi, là một khối rừng núi tự nhiên.
Trên bờ sông có các công viên cảnh quan khu vực: Dãy núi Donetsk, Zuiv.

## Khu định cư
Ở thượng nguồn, sông chảy qua một khu vực đông dân cư. Các khu định cư của Ukraina:
Yenakiyeve, Nyzhnya Krynka, Zuyivka, Zuhres, Troyits'ko-Khartsyz'k, Stepano-Krynka, Blahodatne, Novopetrivs'ke, Velyke Mishkove, Karpovo-Nadezhdynka, Biloyarivka, Nyzhn'okryns'ke, Uspenka, Katerynivka.

## Phụ lưu
- Hữu ngạn: Sadky, Korsun', Balka Yasynova, Karavan, Balka Velyka Lypova, Balka Vedmezha, Balka Khartsyz'ka, Balka Kalynova, Balka Shyroka, Balka Shyroka (phía trên làng Kalynove)[2][3], Balka Kalynova.
- Tả ngạn: Bulavynka, Balka Vodotochna, Balka Kolpakova, Vil'khova, Velyka Skel'ovata, Orlivka, Mala Shyshivka, Velyka Shyshivka, Sevastyanivka, Komyshuvakha, Kalynova, Kalynova II.